# Ригдон, Сидней
Сидни (вариант написания: Сидней) Ригдон, англ. Sidney Rigdon; 19 февраля 1793 — 14 июля 1876) — видный деятель движения «святых последних дней» (мормонов) на раннем этапе его существования. При жизни основателя мормонизма Джозефа Смита Ригдон был едва ли не самым влиятельным мормонским деятелем. Он проповедовал примитивный коммунизм (обобществление имущества), был противником полигамии. Влияние Ригдона стало уменьшаться ещё при жизни Смита, а в результате кризиса преемника Ригдон был отлучён от церкви. Критики «Книги Мормона» рассматривают Ригдона как одного из вероятных её авторов, наряду с Оливером Каудери и возможным влиянием текстов Соломона Сполдинга.

## Баптистский пастор
Сидни Ригдон был младшим из 4 детей в семье фермера Уильяма Ригдона, умершего в 1810 г., когда Сидни было 17 лет. Сидни оставался на ферме до 1818 г., когда он стал учеником баптистского проповедника Эндрю Кларка. В марте 1819 г. Ригдон получил лицензию на совершение проповедей и в мае переехал в округ Тернбулл, штат Огайо, где женился и проживал до февраля 1822 г., когда он переехал в Питтсбург, где стал пастором Первой баптистской церкви.
Ригдон познакомился с Александром Кэмпбеллом, отстаивавшим идею приоритета Нового завета перед Ветхим. Под влиянием его идей Ригдон стал проповедовать в церкви идеи реставрационизма, и в 1824 г. ряд влиятельных прихожан, разочарованных его проповедями, вынудили его уйти в отставку. В течение следующих двух лет Ригдон работал кожевником, чтобы прокормить семью, и в то же время по воскресеньям проповедовал идеи восстановления Церкви Христовой в здании Питсбургского суда. В 1826 г. его пригласили в качестве пастора в более либеральную баптистскую церковь в г. Ментор, штат Огайо, в Западной резервации. Прихожанами именно этой церкви были многие будущие влиятельные деятели мормонского движения.

## Участие в мормонской церкви

### Принятие мормонской веры
В 1830 г. Ригдон не только обратился в мормонизм, но и обратил в мормонскую веру сотни членов своего прихода. В декабре 1830 г. он съездил в Нью-Йорк, где познакомился с основателем мормонской церкви Джозефом Смитом, который тут же пригласил яркого оратора Ригдона стать официальным «голосом» церкви. Ригдон также стал секретарём Смита и выполнил перевод Библии.

### Кёртленд (Огайо), 1830-37
В декабре 1830 г. Смит получил откровение, в связи с чем он убедил членов церкви в Нью-Йорке переехать в г. Кёртленд в штате Огайо и объединиться там с прихожанами Ригдона. Многие из обычаев, которые Ригдон культивировал в своей общине (в частности, обобществление всего имущества), нашло выражение и в объединённом движении.
Когда Смит учредил пост Первого президентского совета церкви, он назначил Ригдона и Джесси Гоза на должности своих советников. Смит и Ригдон в этот период сотрудничали очень тесно, при этом Ригдон затмил прежде влиятельного Оливера Каудери, бывшего «Второго Старейшины» церкви. Когда противники церкви решили вымазать в смоле и вывалять в перьях Смита, это же они сделали и с Ригдоном.
Ригдон активно отстаивал идею сооружения Кёртлендского храма. Когда церковь основала Кёртлендское страховое общество, Ригдон возглавил банк, а Смит стал его кассиром. Банк потерпел банкротство в 1837 году.

### Фар-Уэст, Миссури, 1838
После банкротства Ригдон и Смит переехали в посёлок Фар-Уэст в штате Миссури, где основали новую штаб-квартиру своей церкви. Как представитель Первого президентского совета, Ригдон произнёс ряд агрессивных по содержанию проповедей, в том числе «Проповедь о соли» (где угрожал отступникам О. Каудери и братьям Уитмерам) и «Проповедь в день независимости», где призывал к силовому расширению сферы влияния церкви. Исследователи считают, что содержание этих выступлений Ригдона стало катализатором конфликта, известного как Мормонская война в Миссури. В результате своего поражения мормоны были изгнаны из штата, Смит и Ригдон были арестованы и помещены в тюрьму Либерти. Ригдон был вскоре освобождён и выслан в Иллинойс, где присоединился к основной массе мормонов.

### Наву, Иллинойс, 1839—1844
Смит вскоре бежал из заключения и основал город Наву в штате Иллинойс. Ригдон сохранил должность пресс-секретаря церкви и произнёс речь при закладке Храма Наву.
В то же время отношения между Смитом и Ригдоном стали ухудшаться. Когда община базировалась в Наву, участие Ригдона в управлении делами организации свелось к минимуму. Он не находился в городе, а служил в управляющем совете церкви в Питсбурге, штат Пенсильвания. Кроме того, его здоровье ухудшилось. В 1843 г. Смит захотел назначить на должность советника президента Амасу Лаймана и освободить Ригдона. В своём выступлении на общей конференции мормонов в октябре 1843 г. Ригдон обратился с просьбой сохранить за ним должность советника. Конференция голосовала за сохранение за ним должности, несмотря на предложение Смита его уволить. После голосования Смит встал и заявил: «Я сбросил его со своих плеч, а вы опять водрузили его на меня. Сами его и тащите, а я не буду».
Когда Смит баллотировался на должность президента США в 1844 г., Ригдона выдвинули кандидатом в вице-президенты. В апреле 1844 г. Уильям Ло, второй советник Первого президента, был отлучён от церкви, и его должность осталась вакантной. Таким образом, после убийства Смита Ригдон остался единственным членом президентского совета. В этот период его популярность среди мормонов резко упала в связи с его резкими выступлениями против полигамии и по ряду других спорных вопросов.

## Кризис преемника 1844 года
После убийства Джозефа Смита в 1844 г. возникли споры о лидерстве в церкви. Возник ряд фракций. Основным соперником Ригдона был Бригам Янг, президент Кворума двенадцати апостолов, однако члены Кворума в это время были рассеяны по стране и не могли оказать поддержку Янгу. Тем не менее, 8 сентября 1844 г. сторонник Янга епископ Ньюэл Уитни собрал совет из 5 членов кворума, которые приняли решение об отлучении Ригдона от церкви. Ригдон не признал правомочность собрания и отказался на нём присутствовать, после чего сам, в свою очередь, отлучил от церкви членов Кворума и бежал из Наву (позднее он утверждал, что ему угрожали сторонники Янга). Он переехал в Питсбург, где возглавил собственную фракцию мормонов.

## Глава отколовшейся церкви в Пенсильвании и Нью-Йорке, 1845—1876
Ригдон возглавил независимую фракцию мормонов, которую историки часто называют ригдонитами. Ригдониты отделились от прочих мормонов и поселились в г. Питсбург в штате Пенсильвания. 6 апреля 1845 г. Ригдон председательствовал на конференции Церкви Христа, которая, по его утверждению, была единственным правопреемником Церкви Христа, основанной Смитом. Ригдон создал в церкви Первое президентство (по образцу прежней церкви Смита) и созвал собственный Кворум двенадцати апостолов.
Хотя церковь Ригдона процветала краткое время благодаря изданию журнала The Messenger and Advocate, уже к 1847 г. постоянные споры между членами церкви привели к тому, что от неё откололась основная масса членов. Немногие лояльные Ригдону члены, среди которых был Уильям Бикертон, реорганизовали церковь в 1862 г. под названием Церковь Иисуса Христа (бикертониты).
Ригдон прожил остаток жизни в штатах Пенсильвания и Нью-Йорк. Он продолжал свидетельствовать о подлинности Книги Мормона и настаивать на своём правопреемстве от Джозефа Смита. Он умер в г. Френдшип в штате Нью-Йорк.